# Холлинс, Джон
Джон Уи́льям Хо́ллинс (англ. John William Hollins; 16 июля 1946, Гилфорд — 14 июня 2023, Лондон) — английский футболист и футбольный тренер. Первоначально выступал на позиции полузащитника, позже в карьере стал эффективным центральным защитником.
Сын Джона, Крис Холлинс — главный спортивный ведущий на BBC Breakfast.

## Карьера игрока
Родился в Гилфорде, графство Суррей, в футбольной семье — его отец, дедушка и три брата были профессиональными футболистами.

### «Челси»
Он пришёл в «Челси» в качестве игрока молодёжной команды и дебютировал за основной состав «синих» против «Суиндон Таун» в сентябре 1963 года, в возрасте 17 лет. Талантливый и упорный на тренировках полузащитник, обычно носящий майку под номером 4, был известен самоотверженным отношением к игре, со временем стал основным игроком команды и в конечном итоге капитаном клуба. Холлинс сыграл 592 игры и забил 69 голов во время первой части пребывания в «Челси» и был частью успешной команды «Челси» середины 1960-х и начала 1970-х. Поставил рекорд клуба — 465 последовательных выступлений.

## Достижения
В качестве игрока
«Челси»
- Чемпион Второго дивизиона: 1983/84
- Обладатель Кубка Англии: 1970
- Обладатель Кубка Футбольной лиги: 1965
- Обладатель Кубка обладателей кубков УЕФА: 1971

Итого: 4 трофея
В качестве тренера
«Челси»
- Обладатель Кубка полноправных членов: 1986

Итого: 1 трофей
«Суонси Сити»
- Чемпион Третьего дивизиона: 1999/00

Итого: 1 трофей
Личные
- Игрок года по версии болельщиков «Челси» (2): 1970, 1972